# Gruzja w Konkursie Piosenki Eurowizji Junior
Gruzja w Konkursie Piosenki Eurowizji Junior zadebiutowała w 2007 roku. Od czasu debiutu konkursem w kraju zajmuje się gruziński nadawca publiczny Georgian Public Broadcaster (GPB).
Reprezentanci Gruzji do tej pory cztery razy wygrali konkurs: w 2008, 2011, 2016 i 2024 roku.

## Historia Gruzji w Konkursie Piosenki Eurowizji Junior

### Konkurs Piosenki Eurowizji Junior 2003–2006: Brak udziału
Początkowo dla gruzińskiego nadawcy debiut był niemożliwy z powodu braku członkostwa w EBU.
Gruzja pojawiła się na wstępnej liście uczestników konkursu w 2005, mimo to gruziński nadawca GPB nie był pełnoprawnym członkiem Europejskiej Unii Nadawców (EBU) i miał uzyskać członkostwo 6 lipca 2005, jednak było to tydzień po terminie potwierdzenia uczestnictwa i Gruzja musiała wycofać się z udziału w wydarzeniu.

### Konkurs Piosenki Eurowizji Junior 2007
17 lipca 2007 gruziński nadawca potwierdził debiut w 5. Konkursie Piosenki Eurowizji Junior, a pierwszego reprezentanta postanowiono wyłonić za pośrednictwem preselekcji. Termin wysyłania zgłoszeń trwał do lipca. 31 lipca 2007 ujawnił dwunastu kandydatów zakwalifikowanych do finału preselekcji, których wyłoniło jury w składzie: Nuca Dżanelidze, Maka Aroszidze, Dżemal Sepiaszwili, Tamar Czochonelidze, Dato Archwadze i Tamar Kincuraszwili spośród 140 nadesłanych zgłoszeń.
5 października 2007 w Filharmonii Narodowej w Tbilisi odbył się finał preselekcji, w której wystąpili: Otiko Andriadze („Ria ria”), Linda Turkoszwili („Czemi warskwlawi”) Ilia Karmazashwili („Sakme da rokenroli”), Ana Ghibradze („Gawprindebi”), Mari Dżomardidze („Dedamica”), Nino, Mari i Keti („O kou”), Beka Czocharadze („Taramtam”), Ia Ordżonikidze („Peplebis roki”), Szotiko Tatiszwili („Czemi simghera”), Mari Romelaszwili („Odelia ranuni”), Ani Siradze („Peradi sizmari”), Aneti Mikeladze („Gaighimet kwelam”).
Finał preselekcji wygrała Mariam Romelashvili z piosenką „Odelia Ranuni”. 8 grudnia 2007 Mariam wystąpiła jako pierwsza w kolejności i zajęła 4. miejsce zdobywszy 116 punktów.

### Konkurs Piosenki Eurowizji Junior 2008
4 października 2008 odbył się finał preselekcji, do których zakwalifikowano dziewięcioro uczestników spośród 50 zgłoszeń jakie otrzymał gruziński nadawca. Uczestnikami preselekcji byli: Szatalo („Chen Virchevt Adgils”), Ia Orjonikidze („Harale”), Patriotebi („Rivore”), Krimanczuli („Leqsi Saxumaro”), Gogoebi („Teleponebis dżazi”), Bzikebi („Bzz...”), Mari Kacheliszwili („De”), Baptiani Gitarebi („Urchi Sikvaruli”) oraz Sopho Saakaszwili („Chemi Varskvlavi”).
Finał preselekcji wygrała grupa Bzikebi (gruz. ბზიკები), w której skład wchodzili: Giorgi Shiolashvili, Mariam Kikuashvili oraz Mariam Tatulashvili. 22 listopada 2008 zespół wystąpił jako szósty w finale konkursu i zwyciężył zdobywszy 154 punkty.

### Konkurs Piosenki Eurowizji Junior 2009
26 września 2009 odbył się kolejny finał preselekcji do 7. Konkursu Piosenki Eurowizji Junior. Spośród 500 nadesłanych zgłoszeń wybrano dziesięciu kandydatów: Linda Adamia („Emo simghera”), Szatalo („Czwen ak wart”), Bibidi-Babidi („Muskompoti”), Nini-Mari („Orero-rera”), Jorjadze Family („5 gogo da 1 biczi”), Polki („Sachaliso”), Princesses („Lurdżi prinweli”), Dzmebi Gurulebi („Dzama Ewrowizia?!”), Khma Sakartvelodan („Mchiaruli samkaro”) i Sami Mari („Czwen”).
Finał preselekcji wygrała sześcioosobowa grupa Princesses z piosenką „Lurdżi prinweli”. 21 listopada 2009 reprezentantka wystąpiła szósta w kolejności startowej na konkursie rozgrywanym w Kijowie i zajęła 7. miejsce zdobywając łącznie 68 punktów.

### Konkurs Piosenki Eurowizji Junior 2010
12 września 2010 w finale preselekcji wystąpiło łącznie jedenastu potencjalnych reprezentantów Gruzji do 8. Konkursu Piosenki Eurowizji Junior. W finale wystąpili: Hereli Gogonebi („Mogesalmebit”), Ana Davitaia („Garet Mzea”), Ana-Bana („Herio”), Dato Zeikidze („Sizmari”), Girls’ Trio („Tsvima”), Harmony („Zgvis Periebi”), Mermisi („Sakhaliso”), Kato Salukvadze („Old-time Rock&Roll”), Melano Pisadze („Ushenoba”), Mariam Kacheliszwili („Mari dari”) i Antsebi („Esa, Mesa”).
Finał preselekcji decyzją jury i telewidzów wygrała Mariam Kacheliszwili z piosenką „Mari-Dari”. 20 listopada Mariam wystąpiła jako trzynasta w kolejności w Mińsk-Arena na Białorusi i zajęła 4. miejsce zdobywszy 97 punktów, w tym maksymalną notę 12 pkt od Litwy.

### Konkurs Piosenki Eurowizji Junior 2011
6 kwietnia 2011 gruziński nadawca Georgian Public Broadcaster (GPB) potwierdził udział w konkursie w 9. Konkursie Piosenki Eurowizji Junior oraz otworzył okno zgłoszeń do preselekcji. Termin nadsyłania kandydatur zakończył się 15 czerwca. 16 czerwca ogłoszono, że decyzją jury do finału preselekcji zakwalifikowano dziewięcioro uczestników: Ekaterine Goglidze („Czweni samkaro”), trio 3T („Daidżere”), zespół Candy („Candy Music”), duet Kato da Lika („Happy Day Today”), Keti Samcharadze („Achali dghe”), Mari Cilosni („Czemi gza”), Nino Dżaparidze („Ahkewi chmas”), Niniko Kachadze („Mecamuli wardi”) i zespół Szotiko Szermadini („Gzawnili”).
9 lipca 2011 finał preselekcji wygrał zespół Candy z piosenką „Candy Music” w którego skład wchodzą: Irina Checzanowi, Mariam Ghwaladze, Ana Chanczaliani, Gwanca Saneblidze i Ira Kowalenko. 3 grudnia 2011 zespół wystąpił jako dwunasty w kolejności startowej występów i zajął 1. miejsce, zdobywszy 108 punktów.

### Konkurs Piosenki Eurowizji Junior 2012
10 września 2012 gruziński nadawca potwierdził, że nie zorganizuje ponownie preselekcji z powodu skupienia środków na organizację wyborów parlamentarnych. Tego samego dnia ogłoszono, że na reprezentantów wybrano zespół The Funkids w którego skład wchodzili: Keti Samcharadze, Nini Daszniani, Elene Araczaszwili oraz Luka Karmazanaszwili. 10 października ujawniono, że konkursowy utwór to „Funky Lemonade”, napisany przez Gigę Kukhianiadze i Ninę Tsintsadze. 1 grudnia 2012 zespół wystąpił jako dziesiąty w kolejności startowej i zajął 2. miejsce, zdobywszy 103 punkty.

### Konkurs Piosenki Eurowizji Junior 2013
10 czerwca 2013 stacja potwierdziła udział w konkursie oraz otworzyła okno zgłoszeń dla potencjalnych kandydatów do wewnętrznych eliminacji. Termin nadsyłania zgłoszeń trwał od 10 czerwca do 10 lipca 2012. 8 października 2013 ujawniono, że na reprezentantów wybrano zespół Smile Shop z piosenką „Give Me Your Smile”, w którego skład wchodzili: Luka, Tamta, Saba, Anna, Mari, i Miriam. 30 listopada 2012 zespół wystąpił jako dziewiąty w kolejności na konkursie organizowanym w Kijowie i zajął 5. miejsce, zdobywszy 91 punktów.]

### Konkurs Piosenki Eurowizji Junior 2014
15 lipca 2014 gruziński nadawca potwierdził udział w 12. Konkursie Piosenki Eurowizji Junior oraz uruchomił proces zgłoszeń do wewnętrznych preselekcji, a termin nadsyłania zgłoszeń trwał od 11 lipca do 11 sierpnia 2013. 15 sierpnia ogłoszono, że na reprezentantkę wybrano 10-letnią Lizi Pop. 29 września ogłoszono konkursowy utwór „Happy Day”. 15 listopada 2014 Lizi wystąpiła jako szósta w kolejności startowej na konkursie organizowanym w Marsie i zajęła 11. miejsce, zdobywszy 54 punkty, w tym 44 pkt od jury (9. miejsce) oraz 41 pkt od widzów (10. miejsce).

### Konkurs Piosenki Eurowizji Junior 2015
8 lutego 2015 stacja potwierdziła udział w 13. Konkursie Piosenki Eurowizji Junior. 4 sierpnia ogłoszono, że na reprezentantów wybrano zespól The Virus w którego skład wchodzili: Elene Keżriszwili, Lizi Tawberidze, Tako Gagnidze i Data Pawliaszwili. 8 października ujawniono tytuł konkursowego utworu „Gabede”, a dzień później opublikowano teledysk wraz z piosenką. 21 listopada 2015 zespół wystąpił drugi w kolejności na konkursie organizowanym w Sofii i zajął 10. miejsce, zdobywszy 51 punktów, w tym 40 pkt od ury (11. miejsce) oraz 41 pkt od widzów (11. miejsce).

### Konkurs Piosenki Eurowizji Junior 2016
17 sierpnia 2016 telewizja potwierdziła udział w konkursie oraz otworzyła proces zgłoszeń, termin nadsyłania trwał od 17 sierpnia do 25 września 2016. 30 września ogłoszono, że na reprezentantkę wewnętrznie wybrano 10-letnią Mariam Mamadaszwili. Za proces wyboru odpowiadało jury powołane przez GPB a w składzie jury znaleźli się: trener wokalny Rusudan Bakhtadze, producentka muzyczna Nato Dumbadze, reżyser Zaza Orashvili, piosenkarz Nika Koczarow, który reprezentował Gruzję podczas Konkursu Piosenki Eurowizji 2016 i Lizi Pop, reprezentantka Gruzji podczas Konkursu Piosenki Eurowizji Junior 2014. 24 października 2016 opublikowano konkursowy utwór „Mzeo”. 20 listopada 2016 Mariam wystąpiła z ostatniej siedemnastej pozycji startowej i zwyciężyła konkurs zdobywszy 239 punktów.

### Konkurs Piosenki Eurowizji Junior 2017
Po wygranej w konkursie w 2016 gruziński nadawca GPB ogłosił gotowość do organizacji konkursu na terenie kraju stwierdzając, że „trwają negocjację oraz oczekują na decyzję Europejskiej Unii Nadawców”. 1 lutego 2017 EBU potwierdziło, że konkurs odbędzie się w Gruzji. 26 lutego poinformowano, że Tbilisi będzie miastem-gospodarzem konkursu. 16 marca ujawniono że konkurs odbędzie się w Pałacu Sportu im. Giwiego Kartozii. 9 sierpnia poinformowano, że konkurs finalnie odbędzie się w Pałacu Olimpijskim gdyż stwierdzono, że jest „bardziej odpowiedni” do goszczenia konkursu. Prowadzącymi konkursu były: Helen Kalandadze i Lizi Japaridze.
29 lipca 2017 GPB ogłosiło że zamierza wybrać reprezentanta wewnętrznie otwierając proces zgłoszeń który trwał do 1 września 2017. 8 września ogłoszono, że na reprezentanta wybrano Grigola Kipszidze. 20 października 2017 ujawniono konkursowy utwór „Voice of the Heart”. 26 listopada wystąpił jako dziewiąty w kolejności i zajął 2. miejsce zdobywszy 185 punktów, w tym 143 pkt od jury (1. miejsce) i 42 pkt od widzów (12. miejsce).

## Uczestnictwo
Gruzja uczestniczy w Konkursie Piosenki Eurowizji Junior od 2007. Poniższa tabela uwzględnia nazwiska wszystkich gruzińskich reprezentantów, tytuły konkursowych piosenek i języki, w których były śpiewane oraz wyniki w poszczególnych latach.
| Rok  | Artysta              | Piosenka                 | Język                           | Miejsce | Punkty |
| ---- | -------------------- | ------------------------ | ------------------------------- | ------- | ------ |
| 2007 | Mariam Romelaszwili  | „Odelia Ranuni”          | gruziński                       | 4       | 116    |
| 2008 | Bzikebi              | „Bzz...”                 | sztuczny                        | 1       | 154    |
| 2009 | Princesses           | „Lurdżi prinweli”        | gruziński, angielski            | 7       | 68     |
| 2010 | Mariam Kacheliszwili | „Mari-Dari”              | sztuczny                        | 4       | 97     |
| 2011 | Candy                | „Candy Music”            | gruziński, angielski            | 1       | 108    |
| 2012 | The Funkids          | „Funky Lemonade”         | gruziński, angielski            | 2       | 103    |
| 2013 | Smile Shop           | „Give Me Your Smile”     | gruziński, angielski            | 5       | 91     |
| 2014 | Lizi Pop             | „Happy Day”              | gruziński, angielski            | 11      | 54     |
| 2015 | The Virus            | „Gabede”                 | gruziński                       | 10      | 51     |
| 2016 | Mariam Mamadaszwili  | „Mzeo”                   | gruziński                       | 1       | 239    |
| 2017 | Grigol Kipszidze     | „Voice of the Heart”     | gruziński                       | 2       | 185    |
| 2018 | Tamar Edilaszwili    | „Your Voice”             | gruziński, angielski            | 8       | 144    |
| 2019 | Giorgi Rostiaszwili  | „We Need a Love”         | gruziński, angielski            | 14      | 69     |
| 2020 | Sandra Gadelia       | „You Are Not Alone”      | gruziński, angielski            | 6       | 111    |
| 2021 | Niko Kajaia          | „Let’s Count The Smiles” | gruziński, angielski, francuski | 4       | 163    |
| 2022 | Mariam Bigwawa       | „I Believe”              | gruziński, angielski            | 3       | 161    |
| 2023 | Anastasia i Ranina   | „Over The Sky”           | gruziński, angielski            | 14      | 74     |
| 2024 | Andria Putkaradze    | „To My Mom”              | gruziński                       | 1       | 239    |
| 2025 |                      |                          |                                 |         |        |

Legenda:
     1. miejsce
     2. miejsce
     3. miejsce

## Historia głosowania w finale (2007–2023)
Poniższe tabele pokazują, którym krajom Gruzja przyznaje w finale najwięcej punktów oraz od których państw gruzińscy reprezentanci otrzymują najwyższe noty.
| M. | Kraj     | Punkty |
| -- | -------- | ------ |
| 1  | Armenia  | 138    |
| 2  | Ukraina  | 112    |
| 3  | Białoruś | 74     |
| 4  | Malta    | 69     |
| 5  | Holandia | 60     |

| M. | Kraj     | Punkty |
| -- | -------- | ------ |
| 1  | Armenia  | 155    |
| 2  | Ukraina  | 121    |
| 3  | Rosja    | 95     |
| 4  | Holandia | 93     |
| 5  | Malta    | 91     |

## Organizacja
| Rok  | Lokalizacja                        | Prezenter(zy)               |
| ---- | ---------------------------------- | --------------------------- |
| 2017 | Gruzja (Tbilisi, Pałac Olimpijski) | Helen Kalandadze i Lizi Pop |
| 2025 | Gruzja (Tbilisi, Pałac Olimpijski) |                             |